# Stanisław Kowalski (zm. 1649)
Stanisław Kowalski herbu Korab (zm. w 1649 roku) – stolnik lwowski w latach 1640-1649, rotmistrz wojska powiatowego ziemi lwowskiej w 1648 roku.